# Peribaea longirostris
Peribaea longirostris là một loài ruồi trong họ Tachinidae.